# Tattenkofen

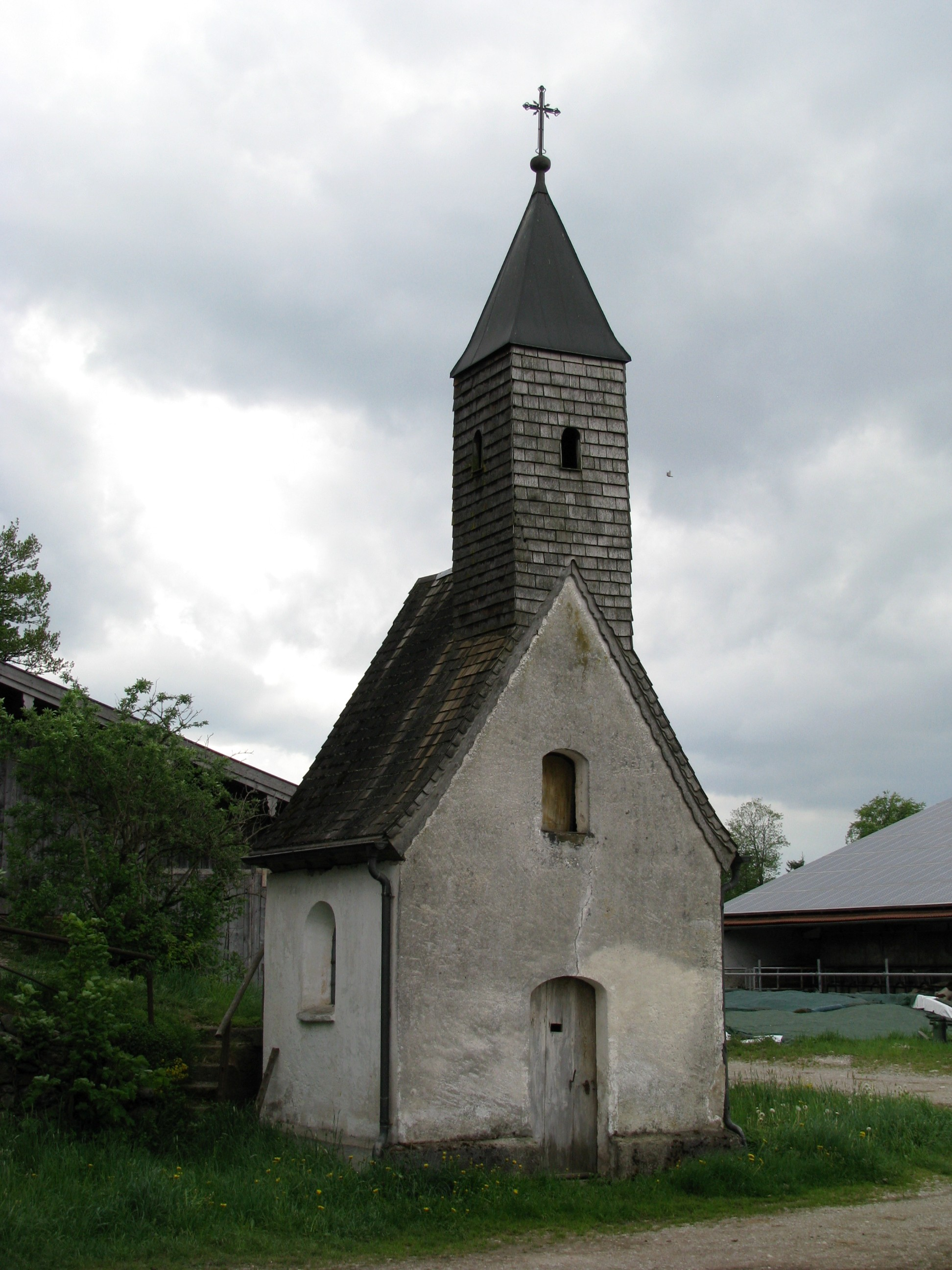
Kapelle zur Hl. Kümmernis

Tattenkofen ist ein Gemeindeteil der Gemeinde Dietramszell im Landkreis Bad Tölz-Wolfratshausen (Oberbayern).

## Geografie
Das Dorf liegt über sechs Kilometer westnordwestlich von Dietramszell auf 616 m ü. NHN in der Gemarkung Föggenbeuern. Zur westlich gelegenen Isar ist der Ortsrand nur 300 Meter entfernt.

## Einwohner
1871 wohnten im Ort 34 Personen, bei der Volkszählung 1987 wurden 41 Einwohner registriert.

## Gebietsreform in Bayern
Der Ort gehörte zur Gemeinde Föggenbeuern, die sich am 1. Januar 1972 mit Baiernrain, Dietramszell, Linden und Manhartshofen zusammenschloss. Als Namen für die neue Gemeinde bestimmte die Bürger-Mehrheit Dietramszell.

## Baudenkmäler
In die Denkmalliste sind drei Objekte des Dorfes eingetragen:
- Kalkofen aus dem 18./19. Jahrhundert
- Weilerkapelle zur Hl. Kümmernis
- Getreidekasten